# MC Alger
MC Alger (Mouloudia Club d'Alger) (Arabsky: مولودية الجزائر) je alžírský fotbalový klub založený v roce 1921. Klub sídlí v Alžíru na stadionu Stade 5 Juillet 1962 s kapacitou 70 000 diváků.

## Úspěchy
- Championnat National: 9

1972, 1975, 1976, 1978, 1979, 1999, 2010, 2024, 2025
- Alžírský fotbalový pohár: 6

1971, 1973, 1976, 1983, 2006, 2007
- Pohár mistrů afrických zemí: 1

1976